# Station Nørre Nebel
Station Nørre Nebel is een spoorwegstation in het Deense Nørre Nebel. Het station ligt aan de lijn Varde - Tarm. Zoals alle oorspronkelijke stations aan deze lijn is het gebouw ontworpen door DSB-architect Heinrich Wenck.